# Rokas Adomaitis
Rokas Adomaitis, né le 6 août 2004 à Klaipėda,, est un coureur cycliste lituanien.

## Palmarès
- 2021
  - 3e du championnat de Lituanie du contre-la-montre juniors
  - 2e du championnat de Lituanie sur route juniors
- 2022
  -  Champion de Lituanie sur route juniors
  -  Champion de Lituanie du contre-la-montre juniors
- 2023
  -  Champion de Lituanie sur route
  -  Champion de Lituanie du contre-la-montre espoirs

## Classements mondiaux
| Année                                 | 2023 | 2024  |
| ------------------------------------- | ---- | ----- |
| Classement mondial                    | 718e | 1349e |
|                                       |      |       |
| Légende : nc = non classéSource : UCI |      |       |